# Słupsk
Słupsk (Duits: Stolp) is een stad in Polen. Het is een stadsdistrict in de woiwodschap Pommeren en telt 92.170 inwoners (2016).
De gelijknamige gemeente bestaat uit tientallen plaatsen rond de stad. Słupsk is het bestuurscentrum van deze landgemeente maar behoort er zelf niet toe.

## Geschiedenis
Słupsk ontstond als een Slavische nederzetting rond een burcht bij een voorde in de Słupia (Duits: Stolpe). De eerste vermelding van de plaats dateert uit 1227. Destijds lag het in Pommerellen, dat werd geregeerd door de Samboriden, die de plaats in 1265 mogelijk al stadsrechten verleenden. Nadat Słupsk in handen was gekomen van Waldemar van Brandenburg, bevestigde deze in 1310 de stadsrechten. In 1317 kwam de stad aan Pommeren-Wolgast en in 1365 trad ze toe tot de Hanze. Handelslieden en handwerkers uit de Noord-Duitse steden vestigden zich hier. Zij moesten hun nieuwe stad wel vrijkopen van de Duitse Orde, waaraan de hertogen van Pommeren de stad uit geldnood verpand hadden.
De bloei werd in de volgende eeuwen telkens weer onderbroken door stadsbranden en ten slotte werd de stad verwoest door de Zweden in de Dertigjarige Oorlog. 
Brandenburg-Pruisen kreeg Pommeren en daarmee de stad Stolp bij de Vrede van Westfalen in 1648 definitief in bezit. De stad telde toen nog maar 2.000 inwoners, minder dan de helft van het aantal in voorgaande eeuwen. Koning Frederik II stichtte er in 1769 een officiersopleiding voor de zonen van de Pommerse adel. Pas in 1850 passeerde het bevolkingsgetal de 10.000. Een verdere groei kon plaatsvinden door de uitbouw van een haven aan de Oostzee – Stolpermünde - en de aansluiting op het spoorwegnet in de jaren 1869-1878. In 1898 was Stolp tot 26.000 inwoners gegroeid en daarmee werd het bestuurlijk tot een Stadtkreis verheven. De militaire betekenis werd vergroot door de legering van een garnizoen en de bouw van een luchthaven (1926). Toeloop van het platteland deed het inwonertal tot ruim 41.000 toenemen in 1925.
Godsdienstig was de bevolking zo goed als geheel luthers, met kleine joodse en rooms-katholieke minderheden. Politiek was de bevolking van de stad in meerderheid links georiënteerd hoewel de Duits-nationalisten er een grote minderheid vormden, die de basis zou worden van de 49% NSDAP-stemmen in de laatste vrije verkiezing van 1933.
Aan het eind van de Tweede Wereldoorlog leed de stad bij het offensief van het Rode Leger grote schade. Op 8 maart 1945 werd de stad door Sovjet-troepen bezet en vervolgens brandden zij de binnenstad af. Daarna kwam de stad aan Polen, waarbij de Duitse inwoners werden verdreven of vermoord, zie Verdrijving van Duitsers na de Tweede Wereldoorlog. Zij werden vervangen door Poolse nieuwkomers en Oekraïners die door de regering in Warschau waren gedeporteerd vanuit het westen van de woiwodschap Lwów.
Van 1945 tot 1950 hoorde de nu Słupsk geheten stad tot de woiwodschap Szczecin, vervolgens tot 1975 tot de woiwodschap Koszalin. Van 1975 tot 1998 was de stad hoofdstad van een eigen woiwodschap Słupsk (1975–1998). De stad is uitgegroeid tot een bevolkingscentrum van 100.000 inwoners en een educatief en cultureel centrum voor het oosten van Pommeren.

## Bezienswaardigheden
- Hertogelijke burcht uit het jaar 1507, als renaissanceslot uitgebouwd in de jaren 1580-’87. Na de oorlog in die stijl gereconstrueerd. Tegenwoordig provinciaal museum.
- Twee stadspoorten, de Nieuwe Poort (Nowa Brama) en de Molenpoort (Brama Młyńska)
- De Slotmolen (Młyn Zamkowy), in vakwerkbouw gereconstrueerd
- De Mariakerk (ca. 1350), na de Reformatie de lutherse 'Stadtpfarrkirche', nu katholiek.
- De neogotische lutherse Kruiskerk (ca. 1860), die ook na 1945 luthers is gebleven.
- Het neogotische raadhuis (ca. 1901)
- In de laat-19e-eeuwse stadsuitleg zijn vele wilhelminische gebouwen bewaard gebleven.

## Verkeer en vervoer
Het toenmalige Stolp werd in 1869 aangesloten op het spoorwegnet. Het huidige Station Słupsk werd in 1991 geopend. Het ligt op het kruispunt van lijn 202 tussen Gdańsk Główny en Stargard Szczeciński en lijn 405 tussen Piła Główna en Ustka. Tussen 1985 en 1999 reden er in Słupsk trolleybussen en tussen 1910 en 1959 elektrische trams.
De stad is aan de zuidkant aangesloten op de E28.

## Partnersteden
- Vantaa (Finland), sinds 1987
- Carlisle (Verenigd Koninkrijk), sinds 1987
- Flensburg (Duitsland), sinds 1988
- Archangelsk (Rusland), sinds 1989
- Bari (Italië), sinds 1989
- Buchara (Oezbekistan), sinds 1994
- Vordingborg (Denemarken), sinds 1994
- Cartaxo (Portugal), sinds 2007

Carlisle, Flensburg en Słupsk hebben een driehoeksstedenband.

## Geboren
- Siegfried II. Bock (–1446), kanselier van de Deense koning
- Ewald Christian Leopold von Kleist (1824–1910), generaal in het koninklijk Pruisische en keizerlijk Duitse leger
- Heinrich von Stephan (1831-1897), Duits oprichter van de Wereldpostvereniging en uitvinder van de briefkaart
- Gustav Kauffmann (1854–1902), vrijzinnig-liberaal afgevaardigde in de Rijksdag en burgemeester van Berlijn
- Otto Freundlich (1878-1943), beeldhouwer, graficus en kunstschilder
- Julius Melzer (1878-1934), Braziliaans entomoloog
- Georg von der Marwitz (1856–1929), generaal van het keizerlijke leger in de Eerste Wereldoorlog
- Walter Lichel (1885–1969), Wehrmachtgeneraal in de Tweede Wereldoorlog
- Hermann Wilke (1885–1954), SPD politicus, tijdens de naziperiode gevangengezet en na 1945 in West-Berlijn SPD-bestuurder
- Fritz Jessner (1889–1946), theaterdirecteur en regisseur, vluchtte vanwege zijn Joodse afkomst naar de Verenigde Staten
- Kurt Tuchler (1894–1978), jurist en zionist, vertrok in 1936 naar Tel Aviv
- Johannes Geiss (1926), fysicus aan de universiteiten van Chicago, Miami en ten slotte aan het International Space Science Institute in Bern
- Heinrich Gemkow (1928), vicevoorzitter van de DDR Kulturbund tot 1990
- Wolf Gerlach (1928–2012), tekenaar en bedenker van de Mainzelmännchen
- Carl de Boor (1937), hoogleraar wiskunde en computerwetenschap aan de University of Wisconsin–Madison
- Ulrich Beck (1944-2015), Duits hoogleraar sociale en politieke wetenschap in Londen en München
- Tomasz Iwan (1971), Pools voetballer
- Paweł Kryszałowicz (1974), Pools voetballer
- Tomasz Szatkowski (1978), politicus en politicoloog. ambassadeur bij de Navo
- Milena Rosner (1980), Pools volleybalster
- Marta Szczygielska (1981), Belgisch-Pools volleybalster
- Aleksander Lichodzijewski (1984), Belgisch-Pools basketballer

Stadsdistricten:
Gdańsk · Gdynia · Słupsk · Sopot

Districten:
Bytów · Chojnice · Człuchów · Gdańsk · Kartuzy · Kościerzyna · Kwidzyn · Lębork · Malbork · Nowy Dwór Gdański · Puck · Słupsk · Starogard · Sztum · Tczew · Wejherowo

Grootste steden:
Chojnice · Gdańsk · Gdynia · Kwidzyn · Lębork · Malbork · Rumia · Słupsk · Sopot · Starogard Gdański · Tczew · Wejherowo